# Міжнародний арктичний науковий комітет
Міжнародний арктичний науковий комітет (анг. The International Arctic Science Committee (IASC)) — неурядова міжнародна наукова організація, яка складається з міжнародних наукових груп (Working Groups), що беруть участь у наукових дослідженнях в різноманітних арктичних галузях. Комітет був створений в 1990 р. та асоційований з Міжнародною науковою радою. Основною метою IASC є започаткування, розвиток та координація передової наукової діяльності в Арктичному регіоні, а також щодо ролі Арктики в земній системі. Комітет також надає об'єктивні та незалежні наукові поради Арктичній раді та іншим організаціям з питань науки, що впливають на управління Арктичним регіоном. Офіс Комітету розташований в місті Акурейрі, Ісландія. 

## Робочі групи Комітету[2]
- Terrestrial WG
- Cryosphere WG
- Marine/AOSB WG
- Atmosphere WG
- Social and Human WG

## Історія
Комітет був заснований у 1990 році представниками національних наукових організацій восьми арктичних країн — Канади, Данії, Фінляндії, Ісландії, Норвегії, СРСР, Швеції та Сполучених Штатів Америки.